# Pericoma illustrata
Pericoma illustrata är en tvåvingeart som beskrevs av Tonnoir 1953. Pericoma illustrata ingår i släktet Pericoma och familjen fjärilsmyggor. Inga underarter finns listade i Catalogue of Life.